# Вайнахські християни

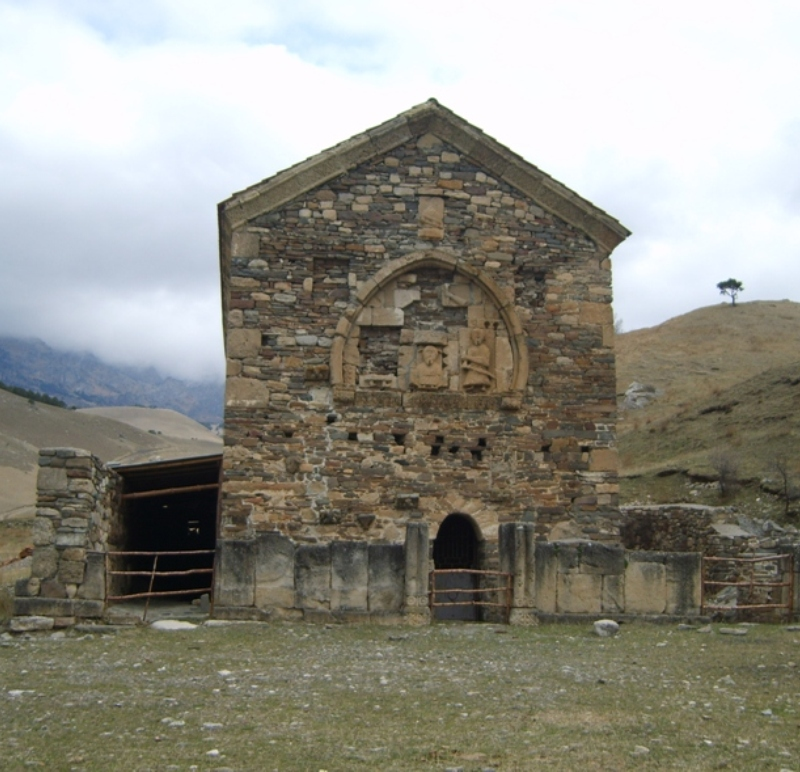
Тхаба-Ерди — один із перших християнських храмів у вайнахів

Вайнахські християни — релігійна спільнота християн, що існувала з VIII по XIX століття на території сучасної Чечні, Інгушетії та Дагестану.

## Історія
Місіонери проповідували християнство серед вайнахських племен, витісняючи язичництво. Здебільшого вони приходили з Абхазького царства, багратіонівської Грузії та Імперії ромеїв. Також велику роль у християнізації вайнахів відіграла цариця Тамара, поширюючи серед вайнахів грузинське православ'я . У 1310 році Євфимій III, католикос-патріарх усієї Грузії, відвідав християнські храми на територіях вайнахів, зокрема, був у храмі хунзахських аварців та чеченців.
Деякі дослідники, такі як Леча Ільясов, вважають, що на релігійні погляди вайнахів у XIII—XIV століттях вплинув католицизм, принесений місіонерами та купцями з Генуезької республіки, яка заснувала на чорноморському узбережжі Кавказу свої колонії. Вже на початку 1300-х років католицькі єпархії міцно влаштувалися по всьому Кавказі. Золотоординська присутність у регіоні не заважала проповідям місіонерів, як католицьких, так і православних. Але прихід Тимура в 1395 істотно послабив становище європейців у східних частинах Кавказу. Деякі племена поверталися до колишнього способу життя. У 1453 році, після падіння Константинополя, генуезькі колонії були продані, Грузія, що розпалася, поступово потрапляє під вплив Османської імперії, після чого подальша християнізація зупиниться майже на 200 років.
Згодом християнство було витіснене язичництвом. У деяких рівнинних місцях Чечні вже встановився іслам. Так тривало аж до військового вторгнення 1638 року царя Грузії Теймураза I на Кавказ, що призвело до появи нечисленних, але довготривалих християнських громад у деяких племен вайнахів, їх прозвали «ламан кераста» («гірські християни»). Зокрема, такими вважалися галгаївці та чеберлоївці.
Наразі православні вайнахи проживають в основному в гірській області Тушетії на північному сході Грузії. Це бацбійці (близько 3000 осіб).

## Вайнахські храми
Наприкінці VIII століття території Чечні та Інгушетії будували храми. До наших днів збереглися лише в Інгушетії. Найбільш збережений храм — це Тхаба-Ерди, в якому до XIX століття зберігався Псалтир, написаний однією з вайнахських мов з використанням давньогрузинського письма — асомтаврулі. Дещо гірше збереглися інші храми: Албі-Ерди, Таргімський храм, Молдз-Ерди і храм у Тумгі, храм у Дошхаклі, Амгалі-Ерди.